# Alexandr Braico
Alexandr Braico (né le 5 mars 1988 à Ungheni) est un coureur cycliste moldave. Il a été champion de Moldavie sur route en 2013.

## Palmarès
- 2007
  - 3e du championnat de Moldavie sur route
- 2009
  - 2e du championnat de Moldavie sur route
- 2010
  - 2e du championnat de Moldavie sur route
- 2012
  - 3e du championnat de Moldavie sur route
- 2013
  -  Champion de Moldavie sur route
  - 3e étape de la Cupa Mun. Reghi
  - 2e du championnat de Moldavie du contre-la-montre
  - 2e du championnat de Moldavie de cross-country
- 2014
  - 2e du championnat de Moldavie sur route

## Classements mondiaux
| Année           | 2007 | 2008 | 2009 | 2010 | 2011 | 2012 | 2013 | 2014 |
| --------------- | ---- | ---- | ---- | ---- | ---- | ---- | ---- | ---- |
| UCI Europe Tour | 712e |      | 493e | 466e | 906e | 627e | 252e | 340e |